# Комилла (округ)
Коми́лла (бенг. কুমিল্লা জেলা, англ. Comilla District) — округ на востоке Бангладеш, в области Читтагонг. Образован в 1790 году. Административный центр — город Комилла. Площадь округа — 3085 км². По данным переписи 2001 года население округа составляло 4 586 879 человек. Уровень грамотности взрослого населения составлял 33,1 %, что ниже среднего уровня по Бангладеш (43,1 %). 93,85 % населения округа исповедовало ислам, 5,9 % — индуизм.
Одним из известных уроженцев округа является кришнаитский гуру Бхактичару Свами.
Разиб Хан, известный американский популяризатор науки, блогер и подкастер в области популяционной генетики и потребительской геномики, происходит из семьи родом из округа.

## Административно-территориальное деление
Округ делится на 17 подокругов (упазила):
1. Атгхария (Атгхария)
2. Барура (Барура)
3. Брахманпара (Брахманпара)
4. Буричанг (Буричанг)
5. Чандина (Чандина)
6. Чауддаграм (Чауддаграм)
7. Даудканди (Даудканди)
8. Дебидвар (Дебидвар)
9. Хомна (Хомна)
10. Комилла Адарса Садар (Комилла)
11. Лакшам (Лакшам)
12. Монохоргондж (Монохоргондж)
13. Мегхна (Мегхна)
14. Мураднагар (Мураднагар)
15. Нангалкот (Нангалкот)
16. Комилла Садар Саут
17. Титас (Титас)